# Canadian Forces Base Winnipeg
Canadian Forces Base Winnipeg är en militärbas i Kanada.   Den ligger i provinsen Manitoba, i den sydöstra delen av landet, 1 700 km väster om huvudstaden Ottawa. Canadian Forces Base Winnipeg ligger 239 meter över havet.